# Porfirio Lobo
Porfirio Lobo Sosa (Trujillo, 22 dicembre 1947) è un politico honduregno.
È stato il nono Presidente dell'Honduras. Eletto il 29 novembre 2009, è stato in carica dal 2010 al 2014.

## Biografia
Esponente del partito nazionalista, nel 2006 è sconfitto alle presidenziali dal liberale Manuel Zelaya. In seguito alla crisi costituzionale honduregna del 2009, iniziata con la caduta del presidente Zelaya in seguito ad un golpe militare, con la seguente salita al potere del presidente ad interim Roberto Micheletti, eletto dal Congresso, vince le elezioni il 29 novembre 2009 e diviene Presidente dell'Honduras. Assume le funzioni nel gennaio 2010, mentre la maggior parte delle nazioni del mondo tende a riconoscere il fatto compiuto, alcuni paesi sud americani non riconoscono il colpo di stato del 2009 e non accettano la sua elezione. Lobo è membro del Partito Nazionale dell'Honduras (Partido Nacional de Honduras, PNH), partito di centro-destra con tendenze conservatrici.